# スコット・マクトミネイ
スコット・フランシス・マクトミネイ（Scott Francis McTominay、1996年12月8日 - ）は、イングランド・ランカスター出身のサッカー選手。セリエA・SSCナポリ所属。スコットランド代表。ポジションはMF。

## クラブ経歴

### マンチェスター・ユナイテッド
5歳でマンチェスター・ユナイテッドFCのアカデミーに入団。プレーを始めた頃のポジションはセンターフォワードだったが、アカデミーコーチを務めていたウォーレン・ジョイスの助言でセントラルミッドフィールダーにコンバートされた。2013年7月、クラブとプロ契約を締結した。2017年4月のスウォンジー・シティAFC戦で初めてトップチームのベンチ入り。翌月のアーセナルFC戦で途中出場しトップチームデビュー。
2019-20シーズンのオレ・グンナー・スールシャール体制では、ネマニャ・マティッチからポジションを奪い、二枚のボランチの一角に収まった。2019年12月、靱帯を負傷し、戦列を離れる事となる。2020年2月23日、第27節ワトフォードFC戦にて復帰。3月10日、第29節でのマンチェスター・ダービーでは試合終了間際にダメ押し弾となる約35mの距離からのロングシュートを決め、チームの勝利に貢献した。
2022-23シーズンより監督がエリック・テン・ハフに交代し、カゼミーロが新たに加入するもポジションを譲らず先発出場を重ねた。しかし、カゼミーロのコンディションの向上やコビー・メイヌーなどの台頭により出場機会が激減24/25シーズは、リーグ戦出場2試合にとどまった。

### ナポリ
2024年8月30日、SSCナポリに移籍した。加入1年目からチームの主力として出場し、ナポリサポーターの間で「McFratm」という名前で呼ばれた。これは、彼の名前とナポリ語で「兄弟」や「仲間」を意味する「Fratm」を組み合わせた言葉である。マクトミネイのナポリ1年目はリーグ戦を通じて12得点を記録。とりわけホームで行われた最終節のカリアリ・カルチョ戦ではバイシクルシュートでの先制点を挙げて2-0の勝利に貢献。この勝利によってナポリは2位のインテル・ミラノと勝ち点1差でセリエA優勝を果たした。そして12ゴール6アシストを記録してチームのリーグ優勝に大きな影響を与えたマクトミネイはこのシーズンのセリエA最優秀選手に選ばれた。
このチームの選手一人ひとりの犠牲は信じられないほどだ。人々はこの結果にふさわしい。初日からずっと私たちを支えてくれていたからね。自分がここに来てこの瞬間を経験できたことは、まさに夢のようだよ。—スコット・マクトミネイ、セレモニーでのスピーチにて

## 代表経歴
マクトミネイ自身はイングランドで生まれ育ったが、スコットランドにルーツを持つためスコットランド代表入りを希望していた。2017年11月にはクラブでのプレーに集中したいと語っていた。
2018年3月23日、コスタリカとの試合にて途中出場し、スコットランド代表デビューを果たす。
2024年UEFA EURO 2024に選出

## 人物
10代のほとんどの期間は168cmと平均的な身長かつ華奢であった。U18の最後の2シーズンでは、試合に出場できた時間は合わせて120分にも満たず。U 21の1年目でのスタメン出場はたった2試合で、多くをベンチ外で過ごさなければならなかった。しかし2016-17シーズン中、18歳からの1年間にかけて25cmも身長が伸び、現在の恵まれた体格へと変化した。その後レギュラーとして定着し、そしてトップチームの監督であったジョゼ・モウリーニョの目に留まり、2016-17シーズンの最終節にはトップチームデビューも果たした。

## 個人成績

### クラブでの成績
2025年5月24日現在
| クラブ                           | シーズン       | リーグ戦        | リーグ戦 | リーグ戦 | カップ戦 | カップ戦 | リーグ杯 | リーグ杯 | 国際大会 | 国際大会 | その他 | その他 | 通算 | 通算 |
| クラブ                           | シーズン       | ディビジョン    | 出場     | 得点     | 出場     | 得点     | 出場     | 得点     | 出場     | 得点     | 出場   | 得点   | 出場 | 得点 |
| -------------------------------- | -------------- | --------------- | -------- | -------- | -------- | -------- | -------- | -------- | -------- | -------- | ------ | ------ | ---- | ---- |
| U-21マンチェスター・ユナイテッド | 2015-16        | プレミアリーグ2 | —        | —        | —        | —        | —        | —        | 2        | 0        | —      | —      | 2    | 0    |
| U-21マンチェスター・ユナイテッド | 2016-17        | プレミアリーグ2 | 17       | 3        | —        | —        | —        | —        | —        | —        | —      | —      | 17   | 3    |
| U-21マンチェスター・ユナイテッド | 2017-18        | プレミアリーグ2 | 4        | 0        | —        | —        | —        | —        | 1        | 0        | —      | —      | 5    | 0    |
| U-21マンチェスター・ユナイテッド | 2018-19        | プレミアリーグ2 | —        | —        | —        | —        | —        | —        | 1        | 1        | —      | —      | 1    | 1    |
| U-21マンチェスター・ユナイテッド | 通算           | 通算            | 21       | 3        | —        | —        | —        | —        | 4        | 1        | —      | —      | 25   | 4    |
| マンチェスター・ユナイテッド     | 2016-17        | プレミアリーグ  | 2        | 0        | 0        | 0        | 0        | 0        | 0        | 0        | 0      | 0      | 2    | 0    |
| マンチェスター・ユナイテッド     | 2017-18        | プレミアリーグ  | 13       | 0        | 3        | 0        | 3        | 0        | 4        | 0        | 0      | 0      | 23   | 0    |
| マンチェスター・ユナイテッド     | 2018-19        | プレミアリーグ  | 16       | 2        | 3        | 0        | 0        | 0        | 3        | 0        | —      | —      | 22   | 2    |
| マンチェスター・ユナイテッド     | 2019-20        | プレミアリーグ  | 27       | 4        | 2        | 0        | 1        | 0        | 7        | 1        | —      | —      | 37   | 5    |
| マンチェスター・ユナイテッド     | 2020-21        | プレミアリーグ  | 32       | 4        | 4        | 2        | 2        | 1        | 11       | 0        | —      | —      | 49   | 7    |
| マンチェスター・ユナイテッド     | 2021-22        | プレミアリーグ  | 30       | 1        | 2        | 1        | 0        | 0        | 5        | 0        | —      | —      | 37   | 2    |
| マンチェスター・ユナイテッド     | 2022-23        | プレミアリーグ  | 24       | 1        | 4        | 0        | 4        | 1        | 7        | 1        | —      | —      | 39   | 3    |
| マンチェスター・ユナイテッド     | 2023-24        | プレミアリーグ  | 32       | 7        | 6        | 2        | 0        | 0        | 5        | 1        | —      | —      | 44   | 10   |
| マンチェスター・ユナイテッド     | 2024-25        | プレミアリーグ  | 2        | 0        | —        | —        | —        | —        | —        | —        | 1      | 0      | 3    | 0    |
| マンチェスター・ユナイテッド     | 通算           | 通算            | 178      | 19       | 24       | 5        | 10       | 2        | 42       | 3        | 1      | 0      | 255  | 29   |
| ナポリ                           | 2024-25        | セリエA         | 34       | 12       | 2        | 1        | —        | —        | —        | —        | —      | —      | 36   | 13   |
| ナポリ                           | 2025-26        | セリエA         |          |          |          |          | —        | —        |          |          |        |        |      |      |
| ナポリ                           | 通算           | 通算            | 34       | 12       | 2        | 1        | —        | —        | —        | —        | —      | —      | 36   | 13   |
| キャリア総通算                   | キャリア総通算 | キャリア総通算  | 233      | 34       | 26       | 6        | 10       | 2        | 46       | 4        | 1      | 0      | 316  | 46   |

1. ↑  UEFAユースリーグ
2. 1 2 3 4  UEFAチャンピオンズリーグ
3. 1 2  UEFAヨーロッパリーグ
4. ↑  UEFAチャンピオンズリーグ5試合、UEFAヨーロッパリーグ6試合に出場
5. ↑  FAコミュニティ・シールド

### 代表での成績

#### 試合数
2025年5月24日現在
| スコットランド代表 | 国際Aマッチ | 国際Aマッチ |
| 年                 | 出場        | 得点        |
| ------------------ | ----------- | ----------- |
| 2018               | 5           | 0           |
| 2019               | 7           | 0           |
| 2020               | 7           | 0           |
| 2021               | 9           | 1           |
| 2022               | 9           | 0           |
| 2023               | 10          | 7           |
| 2024               | 11          | 3           |
| 2025               | 2           | 1           |
| 通算               | 60          | 12          |

### 代表での得点
| #   | 開催年月日     | 開催地                                     | 対戦国     | スコア | 結果 | 試合概要                               |
| --- | -------------- | ------------------------------------------ | ---------- | ------ | ---- | -------------------------------------- |
| 1.  | 2021年10月9日  | グラスゴー, ハムデン・パーク               | イスラエル | 3-2    | 3-2  | カタールW杯・欧州予選                  |
| 2.  | 2023年3月25日  | グラスゴー, ハムデン・パーク               | キプロス   | 2-0    | 3-0  | UEFA EURO 2024予選                     |
| 3.  | 2023年3月25日  | グラスゴー, ハムデン・パーク               | キプロス   | 3-0    | 3-0  | UEFA EURO 2024予選                     |
| 4.  | 2023年3月28日  | グラスゴー, ハムデン・パーク               | スペイン   | 1-0    | 2-0  | UEFA EURO 2024予選                     |
| 5.  | 2023年3月28日  | グラスゴー, ハムデン・パーク               | スペイン   | 2-0    | 2-0  | UEFA EURO 2024予選                     |
| 6.  | 2023年6月20日  | グラスゴー, ハムデン・パーク               | ジョージア | 2-0    | 2-0  | UEFA EURO 2024予選                     |
| 7.  | 2023年9月8日   | ラルナカ, AEKアリーナ                      | キプロス   | 1-0    | 3-0  | UEFA EURO 2024予選                     |
| 8.  | 2023年11月16日 | トビリシ, ボリス・パイチャーゼ・スタジアム | ジョージア | 1-0    | 2-2  | UEFA EURO 2024予選                     |
| 9.  | 2024年6月19日  | ケルン, ラインエネルギーシュタディオン     | スイス     | 1-0    | 1-1  | UEFA EURO 2024                         |
| 10. | 2024年9月5日   | グラスゴー, ハムデン・パーク               | ポーランド | 2-2    | 2-3  | UEFAネーションズリーグ                 |
| 11. | 2024年9月8日   | リスボン, エスタディオ・ダ・ルス           | ポルトガル | 1-0    | 1-2  | UEFAネーションズリーグ                 |
| 12. | 2025年3月20日  | ピレウス, ヨルギオス・カライスカキス       | ギリシャ   | 1-0    | 1-0  | UEFAネーションズリーグ昇降格プレーオフ |

## タイトル
マンチェスター・ユナイテッド
- EFLカップ : 2022-23
- FAカップ : 2023-24

ナポリ
- セリエA : 2024-25

個人
- セリエAシーズン最優秀選手 : 2024-25
- セリエAチーム・オブ・ザ・シーズン : 2024-25
- セリエA月間最優秀選手 : 2025年4月